# Ksenia Perova
Pour les articles homonymes, voir Perova.
Ksenia Vitalyevna Perova ou Kseniya Vitalyevna Perova (en russe : Ксения Витальевна Перова, née le 8 février 1989 à Lesnoï en Russie) est une archère russe. Elle est sacrée aux championnats du monde de tir à l'arc en 2015.

## Biographie
Perova fait ses débuts au tir à l'arc en 1999. Ses premières compétitions internationales ont lieu en 2005. En 2015, elle remporte l'épreuve de tir à l'arc par équipe femme lors des championnats du monde.

## Palmarès
- Jeux olympiques[2]
  - 5e à l'épreuve individuelle femmes aux Jeux olympiques 2012 de Londres.
  - 4e à l'épreuve par équipe femmes aux Jeux olympiques 2012 de Londres (avec Kristina Timofeeva et Inna Stepanova).
  - 17e à l'épreuve individuelle femme aux Jeux olympiques 2016 de Rio de Janeiro.
  -  Médaille d'argent à l'épreuve par équipe femme aux Jeux olympiques 2016 de Rio de Janeiro (avec Tuyana Dashidorzhieva et Inna Stepanova).

- Championnats du monde[1]
  -  Médaille de bronze à l'épreuve individuelle femme aux championnats du monde en salle 2012 de Las Vegas.
  -  Médaille d'or à l'épreuve par équipe femme aux championnats du monde 2015 de Copenhague (avec Tuyana Dashidorzhieva et Inna Stepanova).
  -  Médaille d'or à l'épreuve individuelle femme aux championnats du monde 2017 de Mexico.

- Coupe du monde[1]
  -  Médaille d'argent à l'épreuve par équipe femme à la coupe du monde 2010 d'Antalya.
  -  Médaille de bronze à l'épreuve individuelle femme à la coupe du monde 2010 d'Antalya.
  -  Médaille d'or à l'épreuve par équipe femme à la coupe du monde 2012 d'Ogden.
  -  Médaille d'argent à l'épreuve par équipe mixte à la coupe du monde 2012 d'Ogden.
  -  Médaille d'or à l'épreuve par équipe femme à la coupe du monde 2012 de Las Vegas.
  -  Médaille de bronze à l'épreuve par équipe femme à la coupe du monde 2014 d'Antalya.
  -  Médaille de bronze à l'épreuve par équipe femme à la coupe du monde 2016 de Shanghai.
  -  Médaille d'argent à l'épreuve par équipe femme à la coupe du monde 2016 d'Antalya.
  -  Médaille d'argent à l'épreuve individuelle femme à la coupe du monde 2016 d'Antalya.
  -  Médaille d'or à l'épreuve par équipe femme à la coupe du monde 2017 de Shanghai.
  -  Médaille d'or à l'épreuve individuelle femme aux coupe du monde 2017 d'Antalya.
  -  Médaille d'argent à l'épreuve individuelle femme à la coupe du monde 2017 de Rome.
  -  Médaille d'or à l'épreuve individuelle femme à la coupe du monde 2018 d'Antalya.

- Championnats d'Europe[1]
  -  Médaille de bronze à l'épreuve par équipe femme aux championnats d'Europe 2008 de Vittel[3].
  -  Médaille d'or à l'épreuve par équipe femme aux championnats d'Europe 2010 de Rovereto.
  -  Médaille d'or à l'épreuve individuelle femme aux championnats d'Europe 2012 d'Amsterdam.
  -  Médaille d'or à l'épreuve par équipe femme aux championnats d'Europe 2021 d'Antalya (avec Svetlana Gomboeva et Elena Osipova).